# Divisione di Gwalior
La divisione di Gwalior è una divisione dello stato federato indiano del Madhya Pradesh, di 5 363 881 abitanti. Il suo capoluogo è Gwalior.
La divisione di Gwalior comprende i distretti di Ashoknagar, Datia, Guna, Gwalior e Shivpuri.
aron